# Stylopauropus dawsoni
Stylopauropus dawsoni är en mångfotingart som beskrevs av Hilton 1931. Stylopauropus dawsoni ingår i släktet skaftfåfotingar, och familjen fåfotingar. Inga underarter finns listade i Catalogue of Life.